# Gruma
Gruma, S.A.B de C.V., es una empresa mexicana de la industria alimentaria. Es un actor importante en la producción de harina de maíz y tortillas, así como también en la categoría de harina de trigo y productos derivados. Fue fundada en 1949 en Cerralvo, Nuevo León, México bajo el nombre de Molinos Azteca, S.A. de C.V. Actualmente, la principal sede de la empresa se encuentra en San Pedro Garza García, Nuevo León, y se encuentra bajo el mando de Juan Antonio González Moreno.

## Historia
Gruma tuvo sus inicios en 1949, cuando Don Roberto González Barrera viajó a Reynosa, Tamaulipas, donde de manera muy inesperada, encontró un artefacto artesanal y rústico en el que se molía el nixtamal seco, además de que el mismo elaboraba 18 toneladas de harina para tortillas de manera mensual. 
Gracias a una corazonada, el Ing. Manuel Rubio Portilla, decidió llevar una prueba del gran potencial del instrumento junto con Don Roberto M. González Gutiérrez, quien era un gran ingeniero e investigador nato. Juntos lograron revolucionar la forma en la que se hacían tortillas en México.
Gruma fue fundada en 1949 por Roberto M. González Gutiérrez junto con su hijo, Roberto González Barrera, en Cerralvo, Nuevo León. La empresa buscaba solucionar el problema de conservación de la masa de nixtamal, durante el proceso de la elaboración de tortillas. Este proceso tecnológico permitía conservar el producto por tiempos más largos que con el proceso tradicional.

### Años 50
Nace la marca MASECA, derivada de los conceptos masa-seca, que significa harina de maíz deshidratada, además de que se buscaba el perfeccionamiento de la calidad de la harina de maíz nixtamalizada para poder lograr una mejor calidad en las tortillas, debido a que el público buscaba una tortilla con un color agradable, además una consistencia y sabor incapaces de ser olvidados por el público. Por otro lado, la empresa se pudo ampliar, debido a que se construyó una segunda planta en Acaponeta, Nayarit, los objetivos principales de su construcción fueron lo de alcanzar una producción industrial eficiente y que los principales clientes y distribuidores vieran a la harina de maíz como una materia prima para elaborar tortillas.

### Años 60
Gruma comienza a posicionarse como una empresa sólida y confiable entre las familias mexicanas, por lo que se logró la apertura de siete nuevos molinos en diferentes puntos estratégicos de la República Mexicana. Por otro lado, Maseca empieza a ser reconocida por los mexicanos, debido a su calidad, por lo que se empieza a considerar como un producto básico en la alimentación mexicana.
Como forma para mejorar la calidad de la producción, Gruma inicia un programa severo de mejoras en equipos y procesos para aumentar la productividad de la harina, además de la creación de prototipos tecnológicos para la innovación de la forma de producción.

### Años 70
Empieza la expansión internacional, debido a que en 1973, Gruma decide entablar relaciones con Costa Rica y Panamá, mediante la elaboración y comercialización de tortillas empaquetadas, donde se llevó a cabo la primera la distribución masiva. Debido a que Costa Rica fue el primer país con el cual se tuvieron relaciones comerciales, muchas cosas se aprendieron, como que se pueden mejorar las máquinas para que produzcan más tortillas, que la tortilla se podía complementar con soya para mejorar sus propiedades nutritivas, además de que la misma se podía empaquetar, conservar y transportar sin perder su calidad.
Gruma llegó a los Estados Unidos a mediados de los años 1970, donde obtuvo la planta Mission Foods en California. De esta experiencia, Gruma pudo madurar como empresa, además de mejorar el avance de su tecnología. Otra experiencia importante fue la creación de TECNOMAIZ S.A. de C.V., una filial de Gruma que se encarga de la fabricación de máquinas para hacer tortillas según las necesidades de sus clientes; la maquinaria se comercializa en México bajo el nombre de TORTEC y RODOTEC.

### Años 80
- Gruma se consolida como una empresa de talla internacional, debido a la adquisición de 10 nuevas plantas en los Estados Unidos, además de la construcción del primer molino en Edinburg, Texas, que dio paso a la creación de Azteca Milling, una empresa muy exitosa de harina para la creación de tortillas en el país anglosajón. Otro paso importante fue la adquisición de Guerrero, una marca de tortillas en el sur de California, que es muy apreciada por los mexicanos.

- Debido a estos grandes pasos comerciales, la empresa fue considerada muy importante, debido a que casi poseía el nivel de una empresa transnacional.[6]

### Años 90
- Se llevó a cabo la construcción de una planta en el bulevar Olympic, en Los Ángeles, California. En esta planta se producen 14 millones de unidades por día, lo cual refuerza la presencia de Gruma en los Estados Unidos.

- Como parte de la expansión internacional, se hicieron alianzas comerciales con países como Guatemala, El Salvador, Honduras y Nicaragua, aunque la relación comercial más importante fue con Colombia y Venezuela, por la adquisición de Molinos Nacionales (MONACA), la segunda productora de maíz en ese país.

- Para 1994, se realizó la oferta pública de acciones en la Bolsa Mexicana de Valores.

- En 1995 se construyó la planta de Rancho Cucamonga en Los Ángeles, California, resultado de la fusión de Guerrero y Canoga, con una capacidad de producción de 25 millones de tortillas por día.

- Gruma también intentó competir directamente con Grupo Bimbo introduciendo la marca "Breddy" en el mercado de los panes, aunque sin tener el mismo éxito, por lo cual terminó desapareciendo al poco tiempo después.

- Finalmente, en 1998, la acción de Gruma es enlistada en el New York Stock Exchange.

### 2000
- Gruma se expande a territorio europeo con la construcción de la planta de tortillas en el Reino Unido en Coventry, Inglaterra. Con este suceso, Gruma deja de ser importador y pasa a ser productor local, con sus productos famosos como los flatbreads, en específico los wraps.[6]

### 2004
- Debido al gran impacto en Europa, Gruma adquiere una planta de tortillas de trigo en España y los Países Bajos, además de un molino de harina de maíz en Ceggia, Italia.[6]

### 2006
- Gruma expandió su dominio al continente asiático con la construcción de una planta de tortillas de harina de trigo en Shanghái, China. Con este importante acontecimiento, Gruma se abre paso por una de las economías más fuertes e importantes del mundo.[6]

### 2007
- Gruma adquiere una planta en Melbourne, Australia y Wellington, Nueva Zelanda, OZ-Mex, dedicada a la fabricación de tortillas de harina de trigo, además de taco shells de maíz.

- Se adquiere una nueva planta en Malasia dedicada a los flatbreads (naan, tortilla de trigo, base para pizzas y pan de pita). Con esto Gruma fortalece su presencia en territorio asiático.[7]

### 2008
- Se destinaron los ingresos y recursos de otras plantas para la construcción de nuevas, además del mejoramiento de la tecnología, productos y medio ambiente en Melbourne, Australia, en California, además de la expansión de algunas plantas en México.

- Se tuvo especial enfoque en el valor agregado a los productos que ofrecía la empresa, para poder atraer a los consumidores que buscan un estilo de vida más saludable.[6]

### 2009
- Con la planta de Melbourne, Australia, se establecieron grandes relaciones país-continente, además de que se lanzó un portafolio con los productos dirigidos a los consumidores del mismo, tales como taco shells, totopos, tortillas de trigo y de maíz, y sobre todo flatbreads bajo la marca de Mission Foods.

- A pesar de la crisis económica mundial, Gruma se pudo mantener estable y hasta aumentar sus ventas de manera considerable.

- Gruma recibió el World Finance 100, por ser considerada una de las 100 empresas más eficientes y emprendedoras en su campo de acción.[6]

### 2010
- Gruma Corp (filial de Gruma en los Estados Unidos) inaugura una planta que cubre todas las necesidades ambientales de manera sustentable, por lo que la construcción ganó el premio "Leed Oro". Con esa planta se verifica el correcto tratamiento de los desechos producidos por la misma, además de la reducción de agentes tóxicos para el medio ambiente.

- Con la apertura de una nueva planta en Cherkasy, Ucrania, Gruma se abre un nuevo panorama a países europeos y a algunos de la unión africana.[6]

### 2011
Se fortaleció la presencia de la empresa por todo el mundo con acciones como:
- Adquisición de "Alburqueque Tortilla Company" en los Estados Unidos por 100 millones de dólares.
- Adquisición de "Casa de Oro Foods" en los Estados Unidos y Canadá por 20 millones de dólares.
- En Rusia, se adquiere "Solntse México" por 7 millones de dólares.
- En Turquía y Arabia Saudita, se compra un molino de maíz especializado en la molienda de grits, para la elaboración de cereales, cerveza y snacks por 15.5 millones de dólares.
- Se lanza la marca Mission Foods en autoservicios de Malasia y Singapur, abriendo el mercado al sur de Asia.
- Se publica el primer informa global de sustentabilidad.[7]

### 2012
- Fallece Don Roberto González Barrera, se le realizan los honores respectivos, además de que el presidente de la nación, Felipe Calderón Hinojosa reconoce su gran trayectoria y amor por México.
- El Lic. Juan González Moreno es nombrado Presidente del Consejo de Administración.

- Gruma compra paquete accionario a Archer Daniels Midland en $450 millones de dólares.[6]

### 2013
- Gruma es reconocida por segundo año consecutivo como la mejor empresa para trabajar en México por Great Place to Work.
- En Washington, Juan González Moreno, presidente y director general de Gruma, recibe el premio Buen Vecino-2013 otorgado por la Cámara de Comercio estadounidense, debido a las estrechas relaciones comerciales entre México y los Estados Unidos.
- Gruma elabora en Kuala Lumpur, Malasia, el wrap más grande del mundo con una longitud de 248 metros.
- Gruma renegocia su crédito por $400 millones de dólares para crear un mejor perfil de deuda. La empresa tuvo dos sindicados, uno por US$200 millones y otro por US$2,300 millones, ambos créditos tienen un plazo a 5 años con una vida promedio de 4.2 años. Con esta nueva negociación, Gruma se olvida de posibles vencimiento de deuda a corto plazo.[7]

### 2014
- Juan González Moreno, presidente y director general de Gruma, es galardonado como Empresario del Año por la Asociación de Empresarios Mexicanos en los Estados Unidos.
- Gruma celebra su 65 Aniversario.
- Anuncia la compra de Mexifoods España, empresa líder en la producción y comercialización de tortillas de maíz y trigo, frituras y salsas. Consolida su presencia en Europa, atendiendo el mercado de la península ibérica, el sur de Francia, Italia, Portugal y Malta.
- Gruma vende sus operaciones de harina de trigo en México a Grupo Trimex por un precio total de 260 millones de dólares aprox., destinando los recursos principalmente al pago de deuda.
- Juan González Moreno, presidente y director general de Gruma, colocó la primera piedra de la nueva planta de Gruma en Moscú, Rusia.

### 2015
- Gruma, adquiere a Azteca Foods Europe, empresa que produce y comercializa tortillas, wraps, totopos, alimentos preparados y salsas en Europa.

### 2016
- Juan González Moreno, presidente y director general de Gruma, y el presidente de la Universidad Metodista del Sur de Texas con sede en Dallas (SMU por sus siglas en inglés), Gerald Turner, firmaron el acuerdo para la creación del “The Mission Foods Texas-Mexico Center”, para estudiar, elevar y mejorar la relación México-Texas-Estados Unidos a través de investigación, conferencias anuales y foros públicos. Gruma-Mission Foods aportó US$4 millones de dólares para la creación de dicho centro.

- Producto del trabajo entre Gruma y las asociaciones civiles Spina Bifida Associatios, American Academy of Pediatrics, National Council of la Raza (NCLR) y March of Dimes, se logró que la Food and Drug Administration de los Estados Unidos (FDA por sus siglas en inglés) aprobara la adición de ácido fólico a la harina de maíz con el objetivo de reducir el número de nacimientos con malformaciones en la columna vertebral del feto mejor conocidas como padecimientos de espina bífida.

- Inauguró Agromás, la nueva planta de alimentos balanceados de Gruma para consumo y nutrición animal, ubicada en el corredor industrial de Apizaco, Tlaxcala.

- Gruma inauguró su nueva planta MISSION en Kuala Lumpur, Malasia.

- Gruma celebró 10 años de operación en China. Desde la planta Mission Foods Shanghái, China, exporta a países de la región Asia-Pacífico y el Oriente Medio.

- Se colocó en Huejotzingo, Puebla, la primera piedra de la tercera planta productora de tortillas y tostadas MISSION en México con una capacidad instalada para producir anualmente más de 50 mil toneladas de tortillas de maíz, tortillas de trigo, tostadas horneadas y frituras.

### 2017
- Por el trabajo realizado en el Centro Mission Foods Texas-México, la Cámara de Comercio de Estados Unidos otorgó el Buen Vecino 2017 al presidente y director general de Gruma, Juan González Moreno.

- En solidaridad y apoyo a los damnificados en Houston, Texas, por el Huracán “Harvey”, Gruma a través de su subsidiaria en los Estados Unidos, Mission Foods, donó 26 toneladas de productos alimenticios.

- En solidaridad con la población damnificada por el sismo de 7.1 grados en la escala de Richter que afectó principalmente a la Ciudad de México, Puebla, Morelos y el Estado de México, Gruma envió tortillerías móviles para albergues y personas vulnerables.

- Gruma inauguró una planta en Rusia, los productos elaborados se distribuyen en toda Rusia y se exportan a los países de la Comunidad de Estados Independientes (CEI).

- Tras el acuerdo logrado por el gobierno de México con la empresa china más importante de comercio electrónico en el mundo, Alibaba Group, Gruma inició la comercialización de tortillas y totopos de maíz MISSION, producidos en China, en los websites de esa importante empresa.

- El presidente y director general de Gruma, Juan González Moreno, inaugura en Dallas, Texas, la nueva planta de la compañía en Estados Unidos, la cual producirá 30 millones de tortillas diariamente.

### 2018
- Gruma y el Centro Internacional de Mejoramiento de Maíz y Trigo (CIMMYT), firmaron el convenio de colaboración “Programa de Apoyo Tecnológico e Investigación para la Producción Sustentable de Maíz”, avalado por la Secretaría de Agricultura, Ganadería, Desarrollo Rural, Pesca y Alimentación (SAGARPA), para potenciar la productividad de pequeños agricultores de maíz blanco, iniciando en Campeche y Tamaulipas.

### 2019
- Gruma se comprometió a trabajar con la Secretaría de Agricultura y Desarrollo Rural (SADER) en el Programa de manejo integral de maíz blanco del norte de Tamaulipas, para reducir sus importaciones de maíz y comprar a productores de ese estado.

- Gruma celebró 70 años de llevar la tortilla, a más de 100 países.
- Gruma celebró 10 años de la inauguración de su planta MISSION en Melbourne, Australia, la cual comercializa sus productos en más de 30 países en la región de Oceanía.

### 2020
- Ante la crisis económica causada por la emergencia sanitaria causada por el Covid-19, Gruma realizó donativos de sus productos en centros de salud, hospitales, fundaciones, bancos de alimentos y programas gubernamentales. Asimismo apoyó en cada región en la que tiene presencia con donativos de producto.
- Grupo Maseca firmó un convenio de trabajo conjunto por 3 años con el Instituto Nacional de Investigaciones Forestales, Agrícolas y Pecuarias (INIFAP) –órgano descentralizado de la Secretaría de Agricultura y Desarrollo Rural–, para impulsar la producción de maíz blanco de manera sustentable y mejorar la productividad de los campesinos y agricultores de México, así como reducir las importaciones del grano. Maseca se comprometió a aportar 9 millones de pesos en total, 3 millones por año.

Gruma, es una empresa enfocada en el sector de consumo frecuente, del sector industrial, con presencia global, líder en México en la producción de harina de maíz, y de tortillas a nivel mundial. Tiene operaciones en América, Europa, Asia y Oceanía con 92 plantas y presencia en 113 países a través de sus marcas Maseca y Mission Foods. 
Está muy enfocada a contribuir a la mejora de calidad de vida de su capital de trabajo, clientes y consumidores; por lo mismo es también considerada una empresa socialmente responsable. 
CEO: Juan González Moreno.
CFO: Raúl Cavazos Morales.

## Filosofía
La misión que tiene GRUMA es contribuir en la calidad de vida de sus clientes y consumidores de todas las operaciones en donde participan, ofreciendo productos y servicios de excelente calidad que se adapten a sus estilos de vida, culturas y necesidades, generando un crecimiento dinámico y rentable de largo plazo para crear el máximo valor para sus accionistas, enfocándose primordialmente en negocios clave: harina de maíz, tortillas y panes planos.
La visión de grupo GRUMA es ser líder absoluto en la producción, comercialización y distribución de harina de maíz nixtamalizado y tortillas a nivel mundial, así como ser un importante competidor en productos derivados del trigo como panes planos y otros productos relacioanados en México, Estados Unidos, Centroamérica, Europa, Asia y Oceanía.

## Organización
Es una empresa que como sus siglas S.A.B lo indican, cotiza en la Bolsa Mexicana de Valores, además de contar con un Capital Variable (C.V), es decir, que en cualquier momento puede invertir en la compra de fuerza de trabajo, si su proceso de producción lo permite.
El nivel directivo en GRUMA, está dividido en el director general (CEO), quien es Juan Antonio González Moreno y el director Corporativo de Finanzas y Planeación (CFO), a cargo de Raúl Cavazos Morales. Como directivos de la empresa, tienen la función de planificar, organizar y gestionar los recursos con los que cuenta la empresa, maximizándolos para tener un mejor rendimiento. La empresa cuenta con acciones a la venta y accionistas mayoritarios, quienes fijan los objetivos de la empresa. 
La empresa está dividida en Recursos Humanos, Producción, Mercadotecnia y Finanzas, lo que hace que tenga un mejor funcionamiento, tendiendo en cuenta las posibles adversidades que pudieran presentarse, de acuerdo a la economía del país en el que esté, siempre tratando de mejorar su cuota de mercado, sus beneficios, el precio de la acción y las ganancias.

## Marketing
Gruma actualmente tiene presencia en al menos 112 países, vendiendo una gran variedad de productos, desde harinas, tortillas, frituras, pastas arroz entre otros, por lo que el marketing es diferente en ciertos aspectos para cada país. Al ser una compañía multimarcas, cada una es presentada de distinta manera a su conveniencia. Maseca, por ejemplo, es comercializada de manera positiva (mediante afirmaciones sobre la calidad del producto), así mismo se promociona a la tortilla como un "alimento cultural". Mission, otra marca perteneciente a Gruma, elabora diversos productos como botanas de tortilla promocionándolos una vez más como productos de cultura mexicana. Marcas de Costa Rica como Tosty, Rumba y Arroz Lusiana son promocionados y vendidos de manera similar a la clientela pero adaptándose al mercado del país en cuestión.

## Competencia
Actualmente, GRUMA, a cargo de Juan González Moreno, tiene el 25% del mercado de maíz. En el año 2007, se hizo un estudio en el que la empresa podía comprar en su totalidad a grupo MINSA, quien era el tercer competidor del mercado de maíz, haciendo acaparar casi en su totalidad el mercado mundial, siendo MINSA su única competencia. Según cifras, en México se producen entre 7.3 y 9.4 millones de toneladas métricas de masa, las cuales en su mayoría son usadas para la producción de tortilla, sin embargo, más del 60% del mercado total, sigue siendo absorbida por los molinos tradicionales de nixtamal, quedando el 40% absorbida por empresas grandes y que industrializan el maíz, como GRUMA, quien tiene el 25% del mercado total, MINSA el 8% y HARIMASA el 1%.

## Finanzas

### Estado de Resultados
(1 de enero de 2015 - 31 de diciembre de 2016)
|                           | 2015                | 2015               | 2015                | 2015               | 2016                | 2016               | 2016                | 2016               |
|                           | 1.er trimestre 2015 | 2.º trimestre 2015 | 3.er trimestre 2015 | 4.º trimestre 2015 | 1.er trimestre 2016 | 2.º trimestre 2016 | 3.er trimestre 2016 | 4.º trimestre 2016 |
| ------------------------- | ------------------- | ------------------ | ------------------- | ------------------ | ------------------- | ------------------ | ------------------- | ------------------ |
| Ventas Netas              | 13,058              | 13,578             | 13,804              | 13,666             | 13,398              | 12,339             | 12,665              | 12,907             |
| Utilidad Bruta            | 4,163               | 4,372              | 4,555               | 4,506              | 4,533               | 4,345              | 4,687               | 4,875              |
| Margen Bruto              | 31.9%               | 32.2%              | 33.0%               | 33.0%              | 33.8%               | 35.2%              | 37.0%               | 37.8%              |
| Utilidad de Operación     | 990                 | 1,118              | 1,347               | 1,376              | 1,421               | 1,357              | 1,569               | 1,589              |
| Margen Operativo          | 7.6%                | 8,2%               | 9.8%                | 10.1%              | 10.6%               | 11.0%              | 12.4%               | 12.3%              |
| Utilidad Neta Mayoritaria | 209                 | 226                | 631                 | 2,097              | 622                 | 1,135              | 1,154               | 1,376              |

### Estado de Situación Financiera
(1 de enero de 2015 - 31 de diciembre de 2016)
|                                      | 2015                | 2015               | 2015                | 2015               | 2016                | 2016               | 2016                | 2016               |
|                                      | 1.er trimestre 2015 | 2.º trimestre 2015 | 3.er trimestre 2015 | 4.º trimestre 2015 | 1.er trimestre 2016 | 2.º trimestre 2016 | 3.er trimestre 2016 | 4.º trimestre 2016 |
| ------------------------------------ | ------------------- | ------------------ | ------------------- | ------------------ | ------------------- | ------------------ | ------------------- | ------------------ |
| Efectivo y equivalentes de efectivo  | 938                 | 1,002              | 1,703               | 1,339              | 1,112               | 1,187              | 1,297               | 1,465              |
| Clientes                             | 5,283               | 4,997              | 4,872               | 4,850              | 4,678               | 4,162              | 4,312               | 4,638              |
| Otras cuentas y documentos po cobrar | 3,331               | 3,481              | 2,381               | 4,112              | 4,097               | 2,582              | 2,615               | 2,559              |
| Inventarios                          | 9,310               | 9,621              | 8,395               | 7,644              | 7,440               | 7,353              | 6,194               | 6,557              |
| Activo circulante                    | 19,180              | 19,443             | 17,661              | 18,336             | 17,645              | 19,174             | 18,747              | 15,469             |
| Propiedad, planta y equipo, neto     | 17,449              | 18,089             | 17,971              | 17,905             | 17,750              | 16,805             | 16,687              | 17,814             |
| Activos disponibles para su venta    | 3,109               | 3,109              | 3,109               | -                  | -                   | 3,456              | 3,725               | -                  |
| ACTIVO TOTAL                         | 44,368              | 44,194             | 43,553              | 42,609             | 41,833              | 42,404             | 42,008              | 40,637             |
| Deuda a corto plazo                  | 7,480               | 2,260              | 1,485               | 3,276              | 2,699               | 1,934              | 1,966               | 1,437              |
| Pasivo circulante                    | 14,246              | 9,419              | 8,992               | 11,350             | 9,884               | 9,315              | 10,018              | 8,806              |
| Deuda a largo plazo                  | 11,408              | 16,781             | 16,091              | 13,096             | 13,176              | 13,125             | 11,801              | 9,324              |
| PASIVO TOTAL                         | 31,281              | 31,973             | 30,834              | 28,182             | 26,796              | 26,258             | 25,679              | 22,552             |
| Capital contable mayoritario         | 11,039              | 10,289             | 10,714              | 12,973             | 13,608              | 14,667             | 14,820              | 16,564             |
| CAPITAL CONTABLE TOTAL               | 13,086              | 12,221             | 12,719              | 14,427             | 15,037              | 16,146             | 16,329              | 18,084             |

### Precio histórico de la acción
El cierre del precio de las acciones en años anteriores, se ha dado de la siguiente manera: 
| Año         | Precio |
| ----------- | ------ |
| 2012        | 39.17  |
| 2013        | 98.78  |
| 2014        | 157.32 |
| 2015 (mayo) | 189.73 |

Los precios señalados anteriormente, están dados en pesos mexicanos, y de acuerdo a la Bolsa Mexicana de Valores. 

## Presencia Internacional
GRUMA cuenta con presencia internacional que incluye operaciones en América, Europa, Asia y Oceanía con 101 plantas y una presencia en 113 países a través de sus marcas globales Maseca y Mission Foods y diversas marcas tanto locales como nacionales.